# 9903 Leonhardt

9903 Leonhardt

9903 Leonhardt eller 1997 NA1 är en asteroid i huvudbältet som upptäcktes den 4 juli 1997 av den italiensk-amerikanske astronomen Paul G. Comba vid Prescott-observatoriet. Den är uppkallad efter den nederländske dirigenten Gustav Leonhardt.
Asteroiden har en diameter på ungefär 8 kilometer.